# Neumünster
Neumünster (in basso tedesco Niemünster) è una città tedesca dello Schleswig-Holstein.

## Geografia fisica
Neumünster è una Città extracircondariale che confina con Plön, Rendsburg e Segeberg.
Neumünster è divisa nei seguenti quartieri:
- Böcklersiedlung-Bugenhagen (7 236 abitanti)
- Brachenfeld-Ruthenberg (12 196 abitanti)
- Einfeld (7 234 abitanti)
- Faldera (9 654 abitanti)
- Gadeland (5 524 abitanti)
- Gartenstadt (6 352 abitanti)
- Stadtmitte (21 849 abitanti)
- Stör (2 375 abitanti)
- Tungendorf (10 774 abitanti)
- Wittorf (6 903 abitanti)

## Politica
I sindaci dal 1870:
- 1870–1894: Eduard Schlichting
- 1894–1919: Max Röer
- 1919–1933: Detlef Schmidt
- 1933–1945: Max Stahmer
- 1945–1946: Gustav Bärwald
- 1946–1948: Ludolf Behnke
- 1948–1950: Hugo Voß
- 1950–1970: Walther Lehmkuhl
- 1970–1988: Dr. Uwe Harder
- 1988–1991: Franz-Josef Pröpper
- 1991–2009: Hartmut Unterlehberg (SPD)
- dal 2009 : Olaf Tauras (Indipendente)[senza fonte]

## Cultura
La città assegna dal 1981 ogni due anni un premio in onore dello scrittore tedesco Hans Fallada.

## Amministrazione

### Gemellaggi
- Gravesham, dal 1980
- Koszalin, dal 1990
- Parchim, dal 1990
- Giżycko, dal 2000